# Сатара (округ)
Сатара (маратхи सातारा जिल्हा; англ. Satara) — округ в индийском штате Махараштра. Образован 1 мая 1960 года. Административный центр — город Сатара. Площадь округа — 10 480 км². По данным всеиндийской переписи 2001 года население округа составляло 2 808 994 человека. Уровень грамотности взрослого населения составлял 78,2 %, что выше среднеиндийского уровня (59,5 %). Доля городского населения составляла 14,2 %.